# Samuel Kosgei
Sameul Kiplimo Kosgei (ur. 20 stycznia 1986, zm. 26 maja 2023) – kenijski lekkoatleta, długodystansowiec.

## Rekordy życiowe
- Półmaraton – 59:36 (2009)
- Bieg na 25 km – 1:11:50 (2010) były rekord świata[2][3][4]